# Idrac-Respaillès
Idrac-Respaillès (gaskognisch: Idrac e Hrespalhers) ist eine französische Gemeinde mit 214 Einwohnern (Stand: 1. Januar 2022) im Département Gers in der Region Okzitanien (bis 2015 Midi-Pyrénées). Sie gehört zum Arrondissement Mirande und zum Gemeindeverband  Astarac Arros en Gascogne. Die Einwohner nennen sich Idracais .

## Geografie
Die Gemeinde Idrac-Respaillès liegt in der Landschaft Astarac im Osten der historischen Provinz Gascogne am Fluss Petite Baïse, fünf Kilometer östlich von Mirande und etwa 100 Kilometer südwestlich von Toulouse. Das 13,03 km² umfassende Gemeindegebiet umfasst viele Weiler und Einzelhöfe. Das Gelände links der Petite Baïse fällt von West nach Ost sanft ab, rechts des Flusses ist die Landschaft hügeliger – hier wird nahe dem Weiler Saubole mit 266 Metern über dem Meer der höchste Punkt im Gemeindeareal erreicht. Umgeben wird Idrac-Respaillès von den Nachbargemeinden Miramont-d’Astarac im Norden, Labéjan im Osten, Loubersan im Südosten, Saint-Médard im Süden sowie Mirande im Westen.

## Geschichte
Idrac-Respaillès besaß eine Abtei, die seit dem 12. Jahrhundert eine Filiale des Kapitels Sainte-Marie in Auch war. Im 16. Jahrhundert von Protestanten besetzt, wurde die Abtei später von Marschall Matignon zerstört. Die Gemeinde in ihrer heutigen Ausdehnung entstand 1825, als Idrac und Respaillès fusionierten.

### Bevölkerungsentwicklung
| Jahr      | 1962 | 1968 | 1975 | 1982 | 1990 | 1999 | 2011 | 2021 |
| --------- | ---- | ---- | ---- | ---- | ---- | ---- | ---- | ---- |
| Einwohner | 227  | 195  | 182  | 188  | 186  | 201  | 212  | 215  |

Im Jahr 1856 wurde mit 526 Bewohnern die bisher höchste Einwohnerzahl ermittelt. Die Zahlen basieren auf den Daten von cassini.ehess und INSEE.

## Sehenswürdigkeiten
- Kirche Saint-Jacques aus dem 14. Jahrhundert mit aus dieser Zeit erhaltenem gotischen Portal
- Schloss En Jouanicot
- Schloss Villeneuve
- Reste einer alten Windmühle (Ancien Moulin d’Estoupiès)
- mehrere Flurkreuze

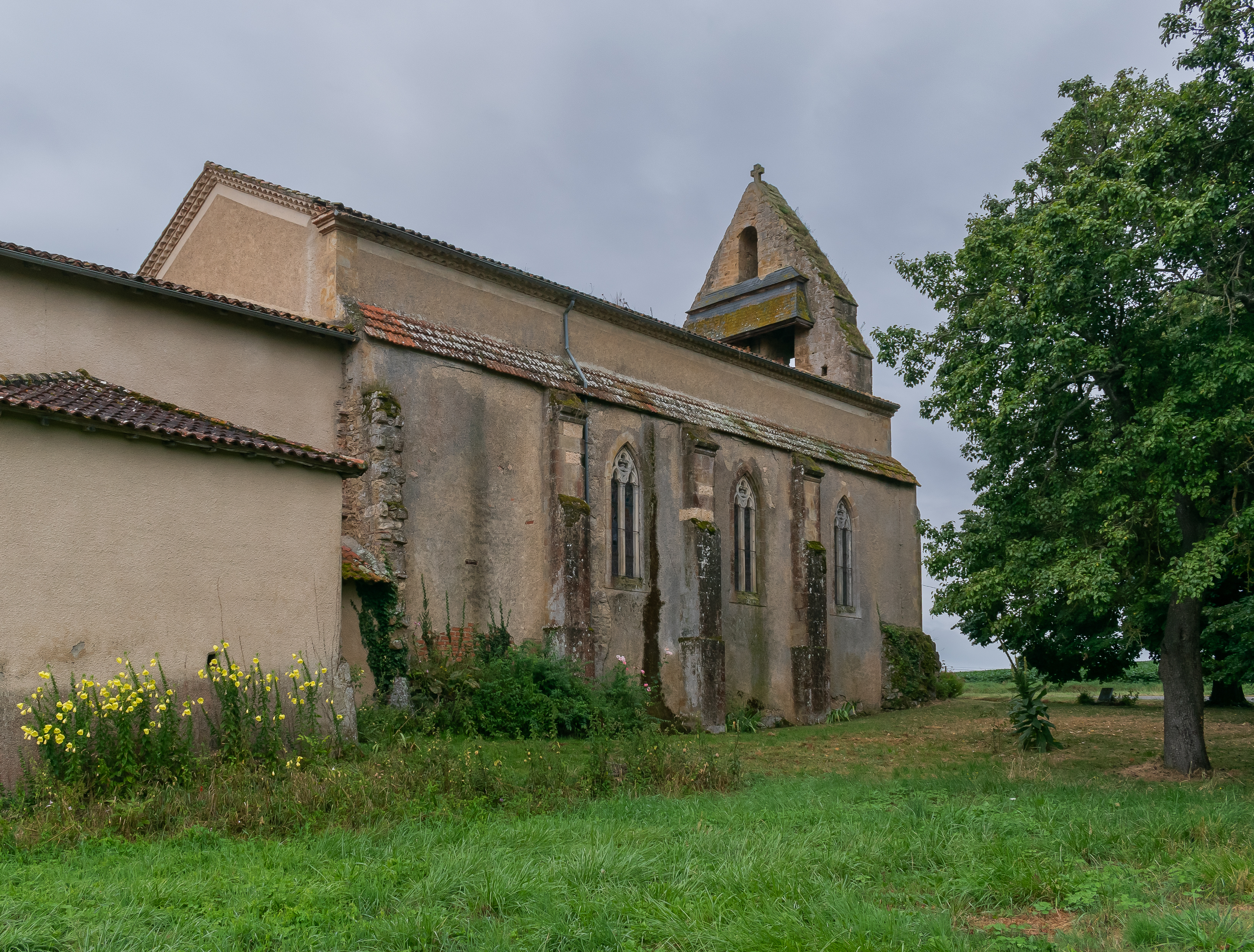
Kirche Saint-Jacques
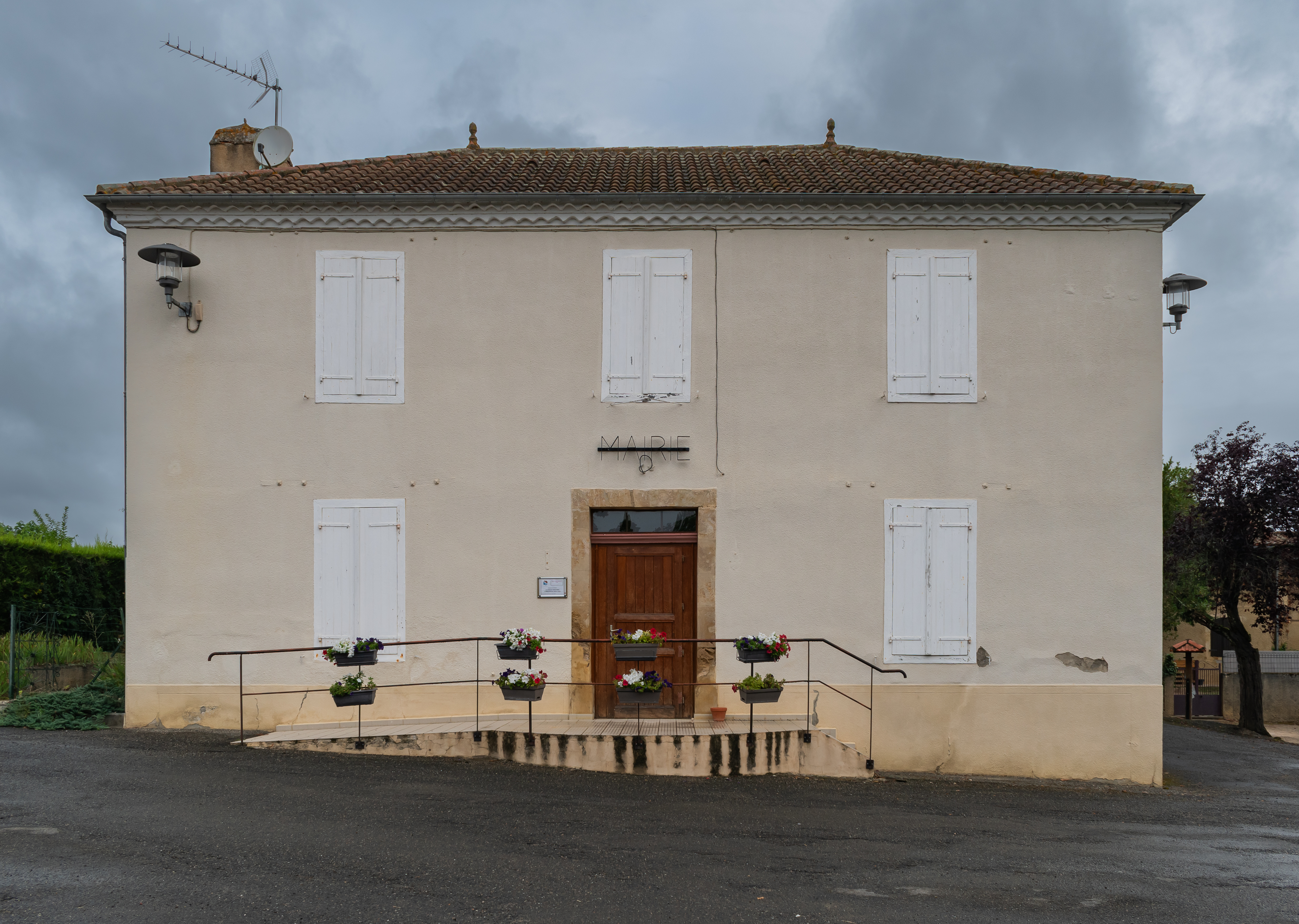
Mairie Idrac-Respaillès

## Wirtschaft und Infrastruktur
In der Gemeinde Idrac-Respaillès sind 25 Landwirtschaftsbetriebe ansässig, die hauptsächlich dem Getreideanbau und der Rinderzucht nachgehen.
Unmittelbar nördlich von Idrac-Respaillès verläuft die Route nationale 21 von Agen nach Lourdes. Durch die Gemeinde führt die Fernstraße von L’Isle-de-Noé nach Lannemezan (D2).

## Belege
1. ↑  Idrac auf panoramade.com (französisch)
2. ↑  Respaillès auf cassini.ehess.fr (französisch)
3. ↑  Idrac-Respaillès auf cassini.ehess
4. ↑  Idrac-Respaillès auf INSEE
5. ↑  Landwirtschaftsbetriebe auf annuaire-mairie.fr (französisch)